# Судный день (группировка рестлеров)
«Судный день» (англ. The Judgment Day) — это злодейская группировка в рестлинге, в которую входят Финн Балор, «Грязный» Доминик Мистерио, Джей Ди Макдона, Лив Морган, Ракель Родригес и Роксана Перес. В настоящее время они выступают в WWE на бренде Raw, где Мистерио является обладателем интерконтинентального чемпионства WWE, Балор и Макдона — действующие командные чемпионы мира в своём втором совместном чемпионстве и в общей сложности четвёртом чемпионстве для этой группировки.

## История создания
На эпизоде Raw от 21 февраля 2022 года Эдж рассказал обо всех моментах в своей карьере на главном шоу года WrestleMania, а затем он бросил открытый вызов на WrestleMania 38. На следующей неделе его вызов принял Эй Джей Стайлз, на что Эдж ответил, нанеся ему удар ниже пояса, тем самым становясь хиллом и в процессе единоличным председателем. 3 апреля на шоу WrestleMania 38, Эдж победил Стайлза после отвлекающего манёвра Дэмиана Приста.
После Рестлмании Эдж принял Приста в группировку как своего нового ученика, и название команды было раскрыто как «Судный день». На эпизоде Raw от 18 апреля Эдж вызвал Стайлза на матч-реванш на WrestleMania Backlash, который Стайлз принял. На шоу 8 мая Эдж победил Стайлза после того, как незнакомый человек в маске помог Эджу, позже выяснилось, что это была Рея Рипли, столкнул Стайлза на тёрнбакл. После матча Рипли встала на колени перед Эджем, тем самым став новым членом группировки. 5 июня на Hell in a Cell «Судный день» победили Стайлза, Финна Балора и Лив Морган в смешанном командном матче из шести человек. На следующий вечер на Raw Эдж представил Балора как нового участника «Судного дня»; однако Балор, Прист и Рипли внезапно напали на Эджа и ударили его собственным стулом, тем самым вышвырнув его из группировки.
Затем «Судный день» начал вражду с командой «Таинственные» (Рей и Доминик) в попытке завербовать Доминика в свои ряды. 30 июля на SummerSlam Балор и Прист потерпели поражение от Мистериос при помощи вмешательства вернувшегося Эджа. На Clash at the Castle Эдж и Рэй победили бы Балора и Приста в командном матче. Однако после матча Доминик предал и Эджа, и Рея, становясь в процессе хиллом. В следующий понедельник на Raw Доминик официально присоединился к «Судному дню» после того, как помог группе атаковать Рей и Эджа.
На эпизоде Raw от 26 сентября Эдж вызвал Балора на поединок по правилам «Я сдаюсь» на шоу Extreme Rules, и Балор его принял. На шоу 8 октября Балор победил Эджа. А после матча Рипли напала на жену Эджа, Бет Феникс (которая вмешивалась в матч от имени Эджа) с применением насилия, серьёзно ранив её (кейфебно). 10 октября на RAW Стайлз согласился на предложение оппонентов, однако затем неожиданно объявил о возвращении своих давних друзей по группировке «Клуб» Карла Андерсона и Люка Гэллоуза, которые покинули WWE в 2020 году, после чего два года выступали в других организациях. 17 октября на RAW Судный день заявился в зал после того, как Клуб одолел Альфа-Академию, и Стайлсу предложили матч против Доминика 1х1. В этом матче Рипли отвлекса Стайлса, и Мистерио-младший удержал его сворачиванием. В результате «Судный День» бросил «Клубу» вызов на матч трио на Crown Jewel, и это предложение было принято. На RAW 24 октября. На RAW 31 октября состоялся матч 1х1 между Пристом и Андерсоном. В этом матче неожиданную победу одержал Андерсон. После матча группировки подрались, и Гэллоус снова получил в пах от Реи Рипли. В матч на Crown Jewel по традиции вмешивалась Рея Рипли. Она смогла стащить Эй. Джей. Стайлса с апрона, подсев под него и подняв его в Электрическом стуле, после чего сбросила на апрон и закатила на ринг. Финн Балор провёл шотган-дропкик, а затем Ку-Де-Гра и принёс победу своей группировке. На RAW 7 ноября к «Клубу» присоединилась Миа Йим, чтобы нейтрализовать Рипли. На RAW 14 ноября Стайлс бросил вызов Финну Балору на матч 1х1 на Survivor Series WarGames, и этот вызов был принят. В матче на Премиум-шоу Стайлс сделал ставку на нейтрализации прыгучести Балора, атакуя его ноги, чтобы тот не смог провести фирменные приёмы такие как дропкик и Ку-Де-Гра, и эта тактика принесла успех, Стайлс одержал победу в этом матче.

## Чемпионские Гонки
На Royal Rumble 28 января Доминик, Балор и Прист приняли участие в мужском матче Royal Rumble. Балор и Прист были выбиты Эджем, в то время как Доминик был выбит конечным победителем, Коди Роудсом. Рипли также появилась на ринге, чтобы помочь Балору, Присту и Доминику в их атаке на Эджа, но была атакована Финекс. Позже тем же вечером Рипли выиграла женский матч Royal Rumble, в последний раз победив Лив Морган. Благодаря этой победе Рипли стала четвёртым рестлером (после Шона Майклза в 1995 году, Криса Бенуа в 2004 году и Эдж в 2021 году) и первой женщиной, выигравшей Royal Rumble в качестве первого участника. В следующем эпизоде Raw Рипли заявила, что она сразится с Шарлоттой Флэр за женский чемпионат SmackDown на Рестлмании 39. Флер ранее выиграла женский Royal Rumble 2020 года и победила Рипли за женский чемпионат NXT на рестлмании 36.
На Elimination Chamber 18 февраля Балор и Рипли потерпели поражение от Эджа и Финикса в матче смешанных команд, несмотря на вмешательство Доминика, в то время как Прист не смог выиграть чемпионат Соединённых Штатов в одноимённой структуре. В ночь 1 на Рестлманию 39 Доминик потерпел поражение от Рей после вмешательства недавно реформированного Латиноамериканского мирового порядка и Плохого Банни. Позже той ночью Рипли победила Флэр и выиграла женский чемпионат SmackDown. В ночь 2 Балор, выступавший в своей демонической ипостаси, потерпел поражение от Эджа в поединке «Ад в клетке». Во время матча Балор получил травму после удара лестницей, брошенной Эджем, и ему пришлось пройти медицинскую помощь на ринге.
На Raw после Рестлмании Прист выступил против Плохого Банни за его участие в матче Доминика против Рей, что привело к тому, что Прист удушил Банни через стол объявлений. На Backlash Рипли успешно защитила свой титул против Зелины Веги, в то время как Прист потерпел поражение от Бэд Банни в уличной драке в Сан-Хуане после вмешательства Савио Веги и Карлито. Балор и Прист участвовали в турнире за новый титул чемпиона мира в супертяжёлом весе, но они оба были выбиты будущим чемпионом Сетом «Фрикином» Роллинсом. На «Ночи чемпионов» Рипли победила Наталью за 70 секунд и сохранила свой титул. В эпизоде Raw от 12 июня женский чемпионат SmackDown был переименован в Женский чемпионат мира, а Рипли был вручён совершенно новый чемпионский пояс. Позже тем же вечером Коди Роудс вызвал Доминика на поединок в Money in the Bank, который Рипли приняла от его имени. Священник также победил Мэтта Риддла, чтобы претендовать на деньги в матче по банковской лестнице. На мероприятии 1 июля Прист выиграл деньги в матче «Банковская лестница». Позже той ночью Доминик потерпел поражение от Родса, несмотря на вмешательство Рипли, в то время как Балор не смог выиграть титул чемпиона мира в супертяжёлом весе у Роллинса после того, как Прист появился в середине матча. Присутствие священника отвлекло Балора достаточно надолго, чтобы Роллинз воспользовался заглавной буквой и сохранил название. В следующем эпизоде Raw Рипли снова победила Наталью, чтобы сохранить чемпионство среди женщин, в то время как Доминик проиграла Роллинс по дисквалификации. Священник попытался нажиться на Роллинсе только для того, чтобы Балор напал на последнего. Напряжённость в Судном дне вскоре закончилась после того, как Балор, Прист и Доминик победили Роллинса и Бесспорных командных чемпионов WWE Кевина Оуэнса и Сами Зейна в командном матче из шести человек после вмешательства Рипли. На следующей неделе Доминик и Прист не смогли выиграть титулы чемпиона tag team у Оуэнса и Зейна после того, как Роллинс и Лив Морган победили Балора и Рипли. Следующим вечером на NXT Доминик победил Уэса Ли в матче за звание чемпиона Северной Америки NXT после вмешательства The Judgment Day и выиграл свой первый одиночный чемпионат в WWE и второй чемпионат в группе.

## Участники
| * | Член-основатель |
| L | Лидер           |

### Текущий
| Участники        | Присоединился        |
| ---------------- | -------------------- |
| Финн Балор       | 6 июня 2022 года     |
| Доминик Мистерио | 5 сентября 2022 года |
| Джей Ди Макдона  | 13 ноября 2023 года  |
| Лив Морган       | 5 августа 2024 года  |
| Ракель Родригес  | 5 октября 2024 года  |
| Роксана Перес    | 30 июня 2025 года    |

### Бывшие
| Участник       | Присоединился       | Выбыл               |
| -------------- | ------------------- | ------------------- |
| Эдж L, *       | 3 апреля 2022 года  | 6 июня 2022 года    |
| Дамиан Прист * | 3 апреля 2022 года  | 3 августа 2024 года |
| Рея Рипли      | 8 мая 2022 года     | 3 августа 2024 года |
| Карлито        | 5 августа 2024 года | 14 июня 2025 года   |

## Чемпионаты и достижения
- Иллюстрированный профессиональный реслинг
  - Рипли заняла 42-е место среди 150 лучших женских рестлеров в одиночном разряде по версии PWI Women’s 150 в 2022 году
  - Прист занял 57-е место среди 500 лучших рестлеров в одиночном разряде по версии PWI 500 в 2022 году
  - Балор занял 63-е место среди 500 лучших рестлеров в одиночном разряде по версии PWI 500 в 2022 году
  - Мистерио занял 292-е место среди 500 лучших рестлеров в одиночном разряде по версии PWI 500 в 2022 году
- WWE
  - Чемпионство мира в тяжёлом весе (1 раз) — Прист
  - Чемпионство мира среди женщин (2 раза) — Рипли (1), Морган (1)
  - Интерконтинентальное чемпионство WWE (1 раз, текущий) — Мистерио
  - Североамериканское чемпионство NXT (2 раза) — Мистерио
  - Командное чемпионство мира (4 раза, текущие) — Балор и Прист (2), Балор и Макдона (2)
  - Командное чемпионство WWE SmackDown (2 раза) — Прист и Балор
  - Командное чемпионство WWE среди женщин (3 раза) —  Морган и Родригес (2), Родригес и Перес (1)
  - Женская чемпионка Crown Jewel (2024) — Морган
  - Победительница женского Royal Rumble (2023) — Рипли
  - Мужской чемодан Money in the Bank (2023) — Прист
  - Семнадцатая чемпионка женской Тройной короны — Рипли
  - Пятнадцатая чемпионка женского Большого шлема — Рипли
  - 17-й обладатель Большого шлема (по текущему формату; 24-й в целом) – Балор
  - Slammy Award (6 раз)
    - Группировка года (2024)
    - Женская суперзвезда года (2024) — Рипли
    - Матч года (2024) — Рея Рипли против Шарлотты Флэр за Женское чемпионство WWE SmackDown на WrestleMania 39
    - Злодей года (2024) — Мистерио
    - Женская суперзвезда года (2025) — Морган
    - Злодей года (2025) — Мистерио и Морган